# Slim Pickens

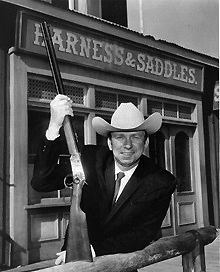
Slim Pickens, 1972

Slim Pickens (eigentlich Louis Burton Lindley jr; * 29. Juni 1919 in Kingsburg, Kalifornien; † 8. Dezember 1983 in Modesto, Kalifornien) war ein US-amerikanischer Filmschauspieler.

## Leben
Louis Lindley schloss die Hanford High School ab und wandte sich, von Kindheit an ein guter Reiter, dem Rodeoreiten zu. Er hatte – entgegen den Prophezeiungen von Familie und Freunden, er würde dort nur sehr wenig verdienen (diesen „Slim Pickings“ entnahm er seinen Künstlernamen) – Erfolg als Rodeoclown. Aufnahmen seiner Aktivitäten wurden 1946 in dem Familienwestern Smoky, König der Prärie verwendet. Er arbeitete jahrelang in diesem Gewerbe, bis er auch dank seines deutlichen Oklahoma-Texas-Akzentes, seiner großäugigen, mondgesichtigen Erscheinung und starker Physis 1950 zum Filmdebüt neben Errol Flynn in Herr der rauhen Berge kam. Fortan wurde er zu einem vielbeschäftigten Darsteller vor allem in Western, in denen er sowohl komische wie auch bedrohliche Charaktere darstellen konnte.
Seine Paraderolle als texanischer Held verkörperte er allerdings außerhalb des Genres, in Stanley Kubricks Dr. Seltsam oder: Wie ich lernte, die Bombe zu lieben. Kubrick ließ Slim Pickens (der den Piloten eines B-52-Bombers spielt) eine patriotische Rede an die Besatzung halten, angeblich ohne ihm vorher gesagt zu haben, dass es sich bei dem Film um eine Satire handelt.
Auch im Fernsehen fand er, oft als Gaststar von Serien, Beschäftigung. Man sah ihn bereits 1954 in Eisenbahndetektiv Matt Clark, später in Annie Oakley, Sugarfoot, Maverick, Lawman, Bonanza, Der Marshall von Cimarron und vielen mehr. Gelegentliche Synchronarbeiten runden Slim Pickens’ Arbeiten ab.
Slim Pickens, der nach langem Kampf gegen einen Gehirntumor am 8. Dezember 1983 im Alter von 64 Jahren starb, wurde im Jahr vor seinem Tod in die „Western Performers Hall of Fame“ und 2005 in die „Pro Rodeo Cowboy Hall of Fame“ aufgenommen. Sein Œuvre umfasst über 170 Auftritte in Filmen und im Fernsehen.

### Rezeption
Slim Pickens' berühmteste Rolle führte zum Song der Band The Offspring Slim Pickens Does the Right Thing and Rides the Bomb to Hell.

## Filmografie (Auswahl)
- 1950: Herr der rauhen Berge (Rocky Mountain)
- 1952: Feuertaufe Invasion (Thunderbirds)
- 1953: Wem die Sonne lacht (The Sun Shines Bright)
- 1953: Der Sheriff ohne Colt (The Boy from Oklahoma)
- 1954: Brandmal der Rache (Fortune Hunter)
- 1955: Die Mestizin von Santa Fé (Santa Fé Passage)
- 1956: Die Barrikaden von San Antone (The Last Command)
- 1956: In geheimer Mission (The Great Locomotive Chase)
- 1956: Revolvermänner (Gun Brothers)
- 1956: Der schwarze Mustang (Stranger at my Door)
- 1956: Cow Dog (Kurzfilm)
- 1956: Corky und der Zirkus (Circus Boy; Fernsehserie, eine Folge)
- 1957: Von allen Hunden gehetzt (Gunsight Ridge)
- 1958: In Colorado ist der Teufel los (The Sheepman)
- 1958: Patrouille westwärts (Escort West)
- 1958: Sie nannten ihn Komantsche (Tonka)
- 1960: Der Besessene (One Eyed Jacks)
- 1961: Massaker im Morgengrauen (A Thunder of Drums)
- 1962: Im Tal der Apachen (Savage Sam)
- 1964: Sierra Charriba (Major Dundee)
- 1964: Dr. Seltsam oder: Wie ich lernte, die Bombe zu lieben (Dr. Strangelove or: How I Learned to Stop Worrying and Love the Bomb)
- 1964: Der Tag danach (Up From the Beach)
- 1965: Erster Sieg (In Harm’s Way)
- 1965: Die glorreichen Reiter (The Glory Guys)
- 1965: San Fernando (Stagecoach)
- 1966: Der tolle Mr. Flim-Flam (The Flim-Flam Man)
- 1967: Als Jim Dolan kam (Rough Night in Jericho)
- 1967: Colonel Custer (The Legend of Custer) (Zusammenschnitt der Fernsehserie)
- 1967: Wie klaut man ein Gemälde? (Never a Dull Moment)
- 1968: Skidoo
- 1968: Der Verwegene (Will Penny)
- 1969: 80 Schritte bis zum Glück (80 Steps to Jonah)
- 1970: Abgerechnet wird zum Schluss (The Ballad of Cable Hogue)
- 1970: Die Höllenhunde (La spina dorsale del diavolo)
- 1971: Die Cowboys (The Cowboys)
- 1971: Das Gold der Madonna (The Desperate Mission)
- 1972: Getaway
- 1972: Sein letzter Ritt (The Honkers)
- 1973: Black Deals (Bootleggers)
- 1973: Der Morgen, als Ginger kam (Ginger in the Morning)
- 1973: Pat Garrett jagt Billy the Kid (Pat Garrett and Billy the Kid)
- 1974: Rancho Deluxe
- 1974: Der wilde wilde Westen (Blazing Saddles)
- 1975: Straße der Gewalt (White Line Fever)
- 1975: Die Semmelknödelbande (The Apple Dumpling Gang)
- 1976: Mister Billion (Mister Billion)
- 1976: Rache tötet die Liebe (Pomny Express Rider)
- 1977: Der weiße Büffel (The White Buffalo)
- 1978: Der Fluch des Chikara (The Wishbone Cutter)
- 1978: Highway nach Nashville (Smokey and the Goodtime Outlaws)
- 1978: Jagd auf die Poseidon (Beyond the Poseidon Adventure)
- 1978: 1941 – Wo bitte geht’s nach Hollywood (1941)
- 1978: Schnell wie der Wind (Spirit of the Wind)
- 1978: Der tödliche Schwarm (The Swarm)
- 1979: Ich, Tom Horn (Tom Horn)
- 1980: On the Road Again (Honeysuckle Rose)
- 1981: Das Tier (The Howling)
- 1981: Devil's House – Wenn Mauern töten (This House Possessed)